# C/2015 F5 (SWAN-XingMing)
 (mars 2020).
C/2015 F5 (SWAN-XingMing) est une comète périodique du système solaire. Elle a été découverte le 29 mars 2015 dans des images SWAN en temps quasi réel de la sonde spatiale SOHO, par Szymon Liwo et Worachate Boonplod. Elle a également été découverte de manière indépendante le 4 avril 2015 par Guoyou Sun et Gao Xing à l'observatoire XingMing, près d'Ürümqi, en Chine. Lors de sa découverte, la comète venait de passer à son périhélie et ne se trouvait qu'à 0,35 unité astronomique du Soleil, brillant à une magnitude d'environ +10. En mai 2015, la comète était passée sous la magnitude +13. La comète est périodique, d'une période orbitale d'environ 61 ans. 